# Szamoslippó
Szamoslippó település Romániában, Szatmár megyében.

## Fekvése
Szatmár megyében, Szamoskrassó és Szamosborhíd között, a Szamos bal partján fekvő település.

## Nevének eredete
Nevét a rajta keresztül a Szamosba folyó Lipóc patakról vette, mely szláv szó, magyar jelentése=hárs.

## Története
Szamoslippó nevét az oklevelek 1409-ben említették először Lipo néven.
1493-ban Lypamezew néven. A település ekkor a szinéri uradalomhoz tartozott.
A település a Morocz család birtoka volt. A Morocz család kihalta után a Csomaközi család  é és azok leszármazottaié lett, s az övék maradt egészen a 18. század végéig, mikor Sztán István zálogbirtoka lett.
A 20. század elején nagyobb birtokosa az Újfalussy család, Újfalussy Miklós, a Sztán család és Bíró László voltak.
A településen 1884-ben nagy tűzvész pusztított, mikor a falu félig leégett a paplakkal és az új iskolával együtt.
Szamoslippó a 20. század elején oláh lakosú kisközség volt, 169 házzal, lakosai közül 829 görögkatolikus, 13 református, és 71 izraelita volt.
A trianoni békeszerződés előtt Szatmár vármegye Szatmárnémeti járásához tartozott.

## Nevezetességek
- Görögkatolikus temploma 1830-ban épült.